# Лонеријако (Удине)
Лонеријако је насеље у Италији у округу Удине, региону Фурланија-Јулијска крајина.
Према процени из 2011. у насељу је живело 256 становника. Насеље се налази на надморској висини од 240 м.